# فردریک فریبل
فریدریش فروبل (به آلمانی: Friedrich Fröbel) (زاده ۲۱ آوریل ۱۷۸۲) کارشناس علوم پرورشی بود. پدرش پیشوای روحانی ارتدکس‌های لوتری (وابسته به مارتین لوتر) آن منطقه به شمار می‌رفت. فریدریش فروبل آموزش و پرورش نوین را بر این اصل نهاد که کودکان با توجه به محدوده سنی خود نیازها و توانایی‌های پیشرفت دارند. او همچنین اسباب‌بازی‌های آموزشی را ساخت که امروزه به نام هدیه‌های فریبل شناخته می‌شوند.

## ایده‌ها
1. هدف آموزش و پرورش، شکوفا کردن رشد طبیعی کودکان است. بنابراین برنامه درسی باید کودک محور بوده و بر پایه طبیعت و علایق کودکان باشد.
2. باید به فردیت کودکان احترام گذاشت.
3. برنامه‌های درسی کودکان باید تعادل بین آزادی و ساختار را حفظ کند.
4. اساسی‌ترین پایه برای رشد کودک، بازی است که تمایل طبیعی کودک بوده و وسیله‌ای برای ارائه پیام آموزش و پرورش در این دوره محسوب می‌شود.